# Inna Żełanna
Inna Jurjewna Żełanna, ros. Инна Юрьевна Желанная (ur. 20 lutego 1965 w Moskwie) – rosyjska piosenkarka, współzałożycielka grupy Farlanders.

## Dyskografia
- Wodorosl (1995)
- Izoziemiec (z innymi wykonawcami, 1998)
- The Dream Of Endless Nights (z Farlanders, 1999)
- Moments - Live In Germany (z Farlanders, 2000)
- Winter In Moscow (z innymi wykonawcami, 2001)
- Tancy Tieniej (z Siergiejem Kałaczowem, 2002)
- Wymysły (z Farlanders, 2004)
- 77RUS (2006)
- Zima (2008)
- KokoN (2009)